# Comuna Markušica, Vukovar-Srijem
Markušica (sârbă Маркушица) este o comună în cantonul Vukovar-Srijem, Croația, având o populație de 2.555 de locuitori (2011).

## Demografie
Componența etnică a comunei Markušica
     Sârbi (90,1%)
     Croați (8,18%)
     Necunoscut (0,94%)
     Neclasificat (0,7%)
Componența confesională a comunei Markušica
     Ortodocși (89,78%)
     Catolici (7,51%)
     Necunoscută (1,64%)
     Alte religii (1,06%)
Conform recensământului din 2011, comuna Markušica avea 2.555 de locuitori. Din punct de vedere etnic, majoritatea locuitorilor (90,1%) erau sârbi, cu o minoritate de croați (8,18%). Apartenența etnică nu este cunoscută în cazul a 0,94% din locuitori. Din punct de vedere confesional, majoritatea locuitorilor (89,78%) erau ortodocși, cu o minoritate de catolici (7,51%). Pentru 1,64% din locuitori nu este cunoscută apartenența confesională.